# Robert S. Bennett
Robert S. Bennett (* 2. August 1939 in Brooklyn, New York; † 10. September 2023 in Washington, D.C.) war ein US-amerikanischer Attorney. Bekannt wurde er unter anderem als  Anwalt von Bill Clinton gegen Paula Jones.

## Leben
Er absolvierte die Brooklyn Prep 1957 und erwarb den B.A. an der Georgetown University 1961, den LL.B. in Georgetown 1964 und den LL.M. an der Harvard Law School 1965. Von 1965 bis 1967 war er Clerk von Howard Francis Corcoran, Richter am United States District Court für den District of Columbia. Im September 2009 wurde Bennett Anwalt bei Hogan & Hartson. Bennett vertrat als Anwalt unter anderem Bill Clinton gegen Paula Jones und er war auch Verteidiger des US-Energiekonzerns Enron, der nach massiven Bilanzfälschungen 2001 Insolvenz anmelden musste, und des Sharehosters Megaupload.
Bennett war von 2002 bis 2004 Mitglied des National Review Board for the Protection of Children and Young People, gegründet von der katholischen Bischofskonferenz der Vereinigten Staaten.
Er war der ältere Bruder von William J. Bennett, ehemals US-Bildungsminister und Direktor des Office of National Drug Control Policy.  Er war Autor von In The Ring: The Trials of a Washington Lawyer (2008).
Bennett starb am 10. September 2023 im Alter von 84 Jahren in Washington.